# 曾敬凡
曾敬凡（1912年—1989年10月7日），中国人民解放军开国少将。

## 生平
1928年12月入团。1933年5月入党。历任茶陵县游击队司号员、井冈山司号连司号、红军学校六分校排长、青年连长、四连指导员。红二军团六师18团副政委、红二军团独立3团政委、红二军团政治部巡视团主任。
八路军120师358旅政治部敌工科长。冀中军区五支队副政委。绥蒙军区九团政委。1941年起入延安军事学院、中央党校学习。
1945年9月到东北。任辽西军区五分区副政委，率2个骑兵团在瞻榆一带剿匪。1947年2月任郑家屯警备区司令员，清剿国民党军包善一的骑兵。1947年6月辽吉军区组建蒙汉联军骑兵部队，司令员曾敬凡，辖蒙骑一师、蒙骑二师、西满军区骑兵团、辽吉军区骑兵团、辽吉一分区十五团、辽吉四分区二十三团，打击国民革命军新编骑兵第一军由铁岭向法库、康平的推进，掩护东北民主联军二纵、七纵在东北夏季攻势作战安全。1947年8月任辽吉一分区副政委，指挥一分区骑兵在铁岭西部战斗。东北秋季攻势中，率领一分区十四团坚持原地斗争，抗击新六军进犯法库、康平。1947年11月17日解放康平县城。1947年11月27日，一分区15团解放了昌图县城。1947年12月下旬，辽吉军区组建了辽南挺进支队，司令员曾敬凡，12月31日在辽中县满都户与新六军激战一天，曾敬凡右臂、右脸、左臂3处负伤，回洮南养伤。1948年3月从洮南返回辽吉一分区。1948年4月任辽吉一分区司令员。1948年9月初，辽吉一分区前指率第14、15、13（新）三个团升级为东北人民解放军独立第12师及所辖的第34、35、36团，师长曾敬凡，共4900人。1948年11月，独立12师改编为第157师，编入第四十四军建制南下。在江西地方化。1949年6月曾敬凡任上饶军分区司令员。
1954年从中国人民解放军军事学院毕业。任中国人民解放军41军副军长兼参谋长。1955年，授予中国人民解放军少将。湖南省军区司令员。